# Michael Denison
Michael Denison, född 1 november 1915 i Doncaster, Yorkshire, England, död 22 juli 1998; brittisk skådespelare.
Scendebut 1938 i Charleys tant i Frinton-on-Sea. Under andra världskriget gjorde han krigstjänst vid Royal Signals & Intelligence Corps.
Filmdebut 1940 i Tilly of Bloomsbury. Med sitt bestämda, men vänliga sätt kom han att bli en av Englands populäraste skådespelare. Mycket på scen, ofta tillsammans med sin hustru, skådespelerskan Dulcie Gray (f. 1919). 
Bland hans mest kända filmer kan nämnas My Brother Jonathan (1947), The Glass Mountain (1947) och En ryslig fästman (1952). Även på TV, bl.a. Blodspengar (1981) och i rollen som Captain Percival i spionserien Cold Warriors (1984).